# Art Pepper
Arthur Edward Pepper, Jr., känd som Art Pepper, född 1 september 1925 i Gardena, Kalifornien, död 15 juni 1982 i Panorama City i Los Angeles, var en amerikansk cool jazz-saxofonist. Han började sin musikkarriär under 1940-talet med att spela med Benny Carter och Stan Kenton. På 1950-talet blev Pepper en av de ledande musikerna inom West Coast jazz tillsammans med bland annat Chet Baker, Gerry Mulligan och Shelly Manne.

## Biografi
Arthur föddes i Gardena, Kalifornien, men levde många år i trakterna av Echo Park, i Los Angeles. Han blev heroin-beroende under 1940-talet och under 1950- och 1960-talet satt han under långa perioder i fängelse för narkotikabrott. I slutet 1960-talet tillbringade han sin tid på Synanon, ett rehabiliteringshem för drogberoende. Efter att han börjat med metadonterapi i mitten av 1970-talet gjorde Pepper en återkomst till musiken och spelade in ett antal hyllade album.
Några exempel på Peppers mest kända album är Art Pepper Meets the Rhythm Section, The Aladdin Recordings, Art Pepper + Eleven – Modern Jazz Classics, Gettin' Together och Smack Up. Representativ musik från hans tidiga period är The Early Show, The Late Show, The Complete Surf Ride och The Way It Was!, och från hans senare period The Living Legend, Art Pepper Today, Among Friends och Live in Japan: Vol. 2.  
Hans skakande och anmärkningsvärda självbiografi Straight Life (1980) (nedskriven av hans tredje fru, Laurie Pepper), är en unik skildring av jazz och den undre världen i mitten 1900-talets Kalifornien. Dokumentärfilmen Art Pepper: Notes from a Jazz Survivor, ägnar mycket plats till musik från ett av hans senare band där pianisten Milcho Leviev förekommer.

## Diskografi
- 1951 - Popo — med Shorty Rogers
- 1952 - The Early Show
- 1952 - The Late Show
- 1952 - Surf Ride
- 1952 - A Night at the Surf Club, Vol. 1 (live)
- 1952 - A Night at the Surf Club, Vol. 2 (live)
- 1952 - Art Pepper: Sonny Redd
- 1953 - Art Pepper Quartet: Volume 1
- 1954 - Art Pepper Quintet
- 1956 - Val's Pal
- 1956 - The Art Pepper Quartet
- 1956 - The Artistry of Pepper
- 1957 - Show Time (Import)
- 1957 - Art Pepper Meets the Rhythm Section
- 1957 - The Art of Pepper, Vol. 1
- 1957 - The Art of Pepper, Vol. 2
- 1957 - The Art of Pepper, Vol. 3
- 1958 - Mucho Calor
- 1958 - The Art Pepper: Red Norvo Sextet
- 1959 - Art Pepper + Eleven – Modern Jazz Classics
- 1959 - Two Altos
- 1960 - Gettin' Together
- 1960 - Smack Up
- 1960 - Intensity
- 1963 - Pepper/Manne
- 1964 - Art Pepper Quartet in San Francisco (live)
- 1975 - Garden State Jam Sessions (live)
- 1975 - I'll Remember April: Live at Foothill College
- 1975 - Living Legend
- 1976 - The Trip
- 1977 - A Night in Tunisia (live)
- 1977 - No Limit
- 1977 - Tokyo Debut (live)
- 1977 - More for Les: At the Village Vanguard, Vol. 4
- 1977 - More for Les: At the Village Vanguard, Vol. 4 (live)
- 1977 - Thursday Night at the Village Vanguard (live)
- 1977 - Friday Night at the Village Vanguard (live)
- 1977 - Saturday Night at the Village Vanguard (live)
- 1977 - San Francisco Samba: Live at Keystone Korner
- 1978 - Live in Japan, Vol. 1: Ophelia
- 1978 - Live in Japan, Vol. 2
- 1978 - Among Friends
- 1978 - Art Pepper Today
- 1978 - Birds and Ballads
- 1979 - So in Love
- 1979 - New York Album
- 1979 - Artworks
- 1979 - Tokyo Encore (live)
- 1979 - Landscape (live)
- 1979 - Straight Life
- 1980 - Winter Moon
- 1980 - One September Afternoon
- 1981 - Art Pepper with Duke Jordan in Copenhagen 1981 (live)
- 1981 - Art Lives
- 1981 - Roadgame (live)
- 1981 - Art 'N' Zoot
- 1981 - Arthur's Blues
- 1982 - Goin' Home
- 1982 - Tête-à-Tête
- 1982 - Darn That Dream
- 1982 - Art Pepper Last Concert 1982